# 串掛林道
串掛林道（くしかけりんどう）は、広島県安芸郡海田町から広島市安芸区を経由して、広島県安芸郡熊野町へ至る林道である。
- 起点：広島県安芸郡海田町
- 終点：広島県安芸郡熊野町
- 総延長：3.8km

## 歴史
熊野町側から建設が進められ、昭和60年代初頭に全通した。

## 路面状態
全線舗装道路であるが、災害により幅員が狭くなっている部分がある。2011年8月21日の豪雨により、串掛林道の法面が崩落し、2012年3月まで通行止めになった。

## 場所
- 海田町側の入り口は、道祖園スポーツプラザの東50m程のところにある。
- 熊野町側の入り口は、ウォンツ熊野平谷店と平安祭典広島熊野会館との間にある。

## 眺望
広島市内が見渡せることから夜景スポットとして有名であるが、駐車場や広場は無い。

## 交通量
熊野から東海田、瀬野方面への抜け道として利用されるが、通行車両は少ない。